# Григор Григоров (автомобилен състезател)
Григор Григоров Костантинов е български автомобилен състезател, шампион на България за 2015 година на едномарковия шампионат HYUNDAI Racing Trophy (с навигатор Янаки Янакиев), както и победител в шампионата V1 CHALLENGE TEAM за 2015 година.

## Биография
Григоров е роден на 27 септември 1994 г. в семейството на Григор и Биляна Григорови. Има сестра Мартина. Израства със семейството си в град Сливница, където живее до 2001 година.
Започва своето образование през 2001 година в Националния учебен комплекс по култура с изучаване на италиански език в столицата, където учи до 2007 година. След италианският лицей учи в Частно средно общообразователно училище „Рьорих“, където и завършва своето средно образование. След завършването на средното си образование Григоров учи в УНСС с профил „Икономика на туризма“.

### Състезателна кариера

#### Ранни години
Още от дете проявява интерес към автомобилните спортове, като в ранните си години се занимава основно с мотоциклетизъм. През 2008 г. талантът му е забелязан от най-добрия специалист в областта на българския автомобилен спорт, доц. д-р Владимир Илиев (баща на 8-кратния рали шампион на България, Димитър Илиев). Получава пълна подкрепа от своя баща Григор Григоров, който и е в основата на неговото развитие. Придобива и първият си спортен автомобил – Пежо 306 Maxi=

#### 2011
След тригодишно обучение, няколко любителски състезания и тестове на картинг клас KZ2 и формула GP3, Григор става първият пилот в историята на БФАС, който получава състезателен лиценз под 18-годишна възраст. Още в първата си състезателна година, едва на 17, става шампион в обединената група А&N на шампионата на България по Планинско изкачване.

#### 2012
Републикански шампион в Планинския шампионат на обединена група А&N; 3 първи, 2 втори и 3 трети места (Mitsubishi Lancer EVO 9)
3-то място в клас N4 на рали „Хеброс 2012″ и 9-о в генералното класиране (Mitsubishi Lancer EVO 9).

#### 2013
Републикански шампион в Планинския шампионат на обединена група А&N; 5 първи и 3 втори места (Mitsubishi Lancer EVO 9).

#### 2014
Победител в кръг от състезанието за едномаркови автомобили V1 Challenge, София 2014, постигайки и най-бърза обиколка в старта.
Завършва на терто място в клас А6 на Рали България 2014, където се състезава с нает автомобил Фиат Пунто S1600, като завършва на престижното 8-о в генералното класиране.
Григор участва като инструктор към Nissan Bulgaria със спортен автомобил GTR в редица специални събития, някои от които са Автомобилен салон София, както и в благотворително моторно шоу „Ротари ден“ 2014 и Празник на скоростта – Разлог 2014.

#### 2015
През 2015 г. той ще участва в европейските серии GT4 с българския автомобил SIN R1 GT4. Става шампион в едномарковия шампионат HYUNDAI Racing Trophy и в силния клас V1 Challenge, където конкурченцията е международна и много силна.